# Lucky Starr
Lucky Starr é o herói da série de livros infantojuvenis de ficção científica escrito por Isaac Asimov, usando o pseudônimo de "Paul French".
Em 23 de março de 1951 Asimov encontrou seu agente, Frederik Pohl, e Walter I. Bradbury, o então editor de ficção científica da Doubleday & Company, que tinha uma proposta para Asimov. Pohl e Bradbury queriam que Asimov escrevesse um livro de ficção científica para a juventude que servisse de base para uma série de televisão. Com medo de que o livro fosse adaptado para a TV no formato "uniformemente terrível" que ele viu inundando os canais de televisão, ele decidiu publicar o livro sob o pseudônimo de "Paul French". Asimov começou a trabalhar no livro, As Cavernas de Marte, em 10 de junho. Ele terminou o livro em 29 de julho, e foi publicado por Doubleday & Company em janeiro de 1952. Embora os planos para a série de TV tenham ido por água abaixo, Asimov continuou à escrever os livros da série, eventualmente escrevendo seis. Um sétimo livro, Lucky Starr and the Snows of Pluto, foi planejado, mas o plano foi abandonado quando Asimov decidiu devotar seu tempo para escrever não-ficção quase exclusivamente. Sem preocupações quanto a ser associado com uma versão para TV embaraçosa, Asimov decidiu abandonar a pretensão de que ele não era o autor (embora os livros continuaram a ser publicados sob o pseudônimo de Paul French). Ele incluiu as Três Leis da Robótica em Lucky Starr and the Big Sun of Mercury, que ele escreveu em sua autobiografia "dei de presente a identidade de Paul French, até para os leitores mais casuais."
Eventualmente, Asimov usou seu próprio nome nas edições posteriores. Algumas capas mostram somente o seu nome, enquanto outras dão crédito a "Isaac Asimov escrevendo como Paul French".

## Publicações
- As Cavernas de Marte - David Starr, Space Ranger (1952)
- Vigilante das Estrelas - Lucky Starr and the Pirates of the Asteroids (1953)
- Os Oceanos de Vênus - Lucky Starr and the Oceans of Venus (1954)
- Lucky Starr and the Big Sun of Mercury (1956)
- O Robô de Júpiter - Lucky Starr and the Moons of Jupiter (1957)
- Os Anéis de Saturno - Lucky Starr and the Rings of Saturn (1958)

## Conteúdo científico
Asimov cuidadosamente introduziu conceitos de física e astronomia baseado no conhecimento científico da época. Em edições posteriores, ele adicionou um prefácio salientando que novas descobertas científicas tornaram algumas locações e conceitos obsoletos: Mercúrio não tem um lado só voltado para o sol, e Vênus não é coberta por um oceano global, por exemplo.